# Lucius Marius Maximus
Lucius Marius Maximus Perpetuus Aurelianus (2. század – 3. század) római író

## Élete
217 és 222 között Africa provinciát vezette mint proconsul. Severus Alexander trónralépte után (223) másodízben is elnyerte a consulságot. Azonos személynek tartják Marius Maximus történetíróval, aki Suetonius császáréletrajzait Nervától Elegabalusig folytatta, amely munka a Historia Augusta egyik főforrásának tekinthető.  A nevezett gyűjteményes munka szerzői különösen Hadrianustól Caracalláig merítettek Marius Maximus könyvéből, amely ugyan több hitelt érdemel, mint a többi e korból való rokon történeti művek, de más hibáktól eltekintve, az írásmódja nagyon is terjengős.
| Elődei: Elagabalus és Severus Alexander | Consul 223 collega: Lucius Roscius Aelianus | Utódai: Appius Claudius Iulianus és Lucius Bruttius Crispinus |